# Kostel svatého Martina (Dražice)
Kostel svatého Martina je sakrální stavba v Dražicích, která byla při založení zasvěcena svaté Ludmile. Kostel pochází ze 14. století, později byl opravován a přestavěn. Má původní raně gotická okna a v interiéru fragmenty nástěnných maleb s výjevy z mariánské legendy z druhé poloviny 14. století. Je chráněn jako kulturní památka.

## Historie

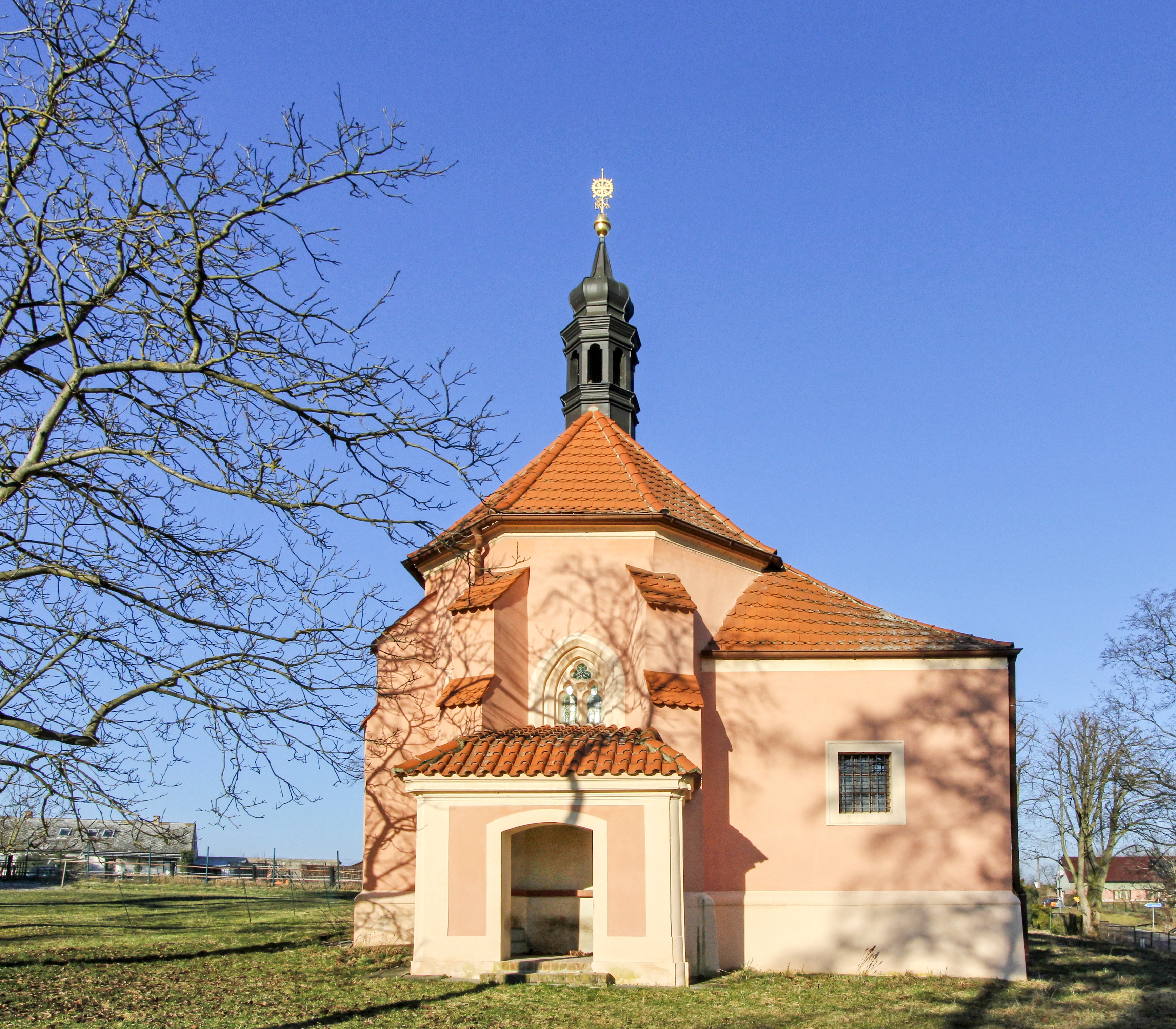
Východní strana kostela

První písemná zmínka je na listu tzv. Roudnického nekrologia v popisu u vyobrazení biskupa Jana z Dražic, kde je text o výstavbě hradu Dražic a tamního kostela svaté Ludmily. Český překlad:
„Současně také tentýž ctihodný pan biskup usiloval pečovat o svůj lid tamtéž ve vsi Dražicích, jenž přináležel farou ke Zdětínu. Osvobodil tedy a vyňal zmíněný lid vsi Dražic od řečeného farního kostela ve Zdětíně a jako náhradu a zadostiučinění dal tomuto kostelu 15 hřiven pražských na hotových penězích. (…) Kterémužto lidu takto osvobozenému a vyňatému dříve řečený pan biskup založil, vystavěl a vybudoval tamtéž v Dražicích u dříve řečeného hradu kostel ke chvále všemohoucího Boha a poctě svaté Ludmily mučednice a to na své náklady a vydání. Poté co dokončil ono nákladné dílo, obdaroval tento kostel dostatečně pro vydržování faráře a jeho ministrantů a přidal ještě knihy, kalichy a jiné potřebné kostelní vybavení a okrášlení.“
Na počátku 17. století provedl benátecký purkmistr Martin Průšek opravu kostela, který byl nově zasvěcen jeho patronovi sv. Martinovi a obdarován ve dřevě vyřezávaným oltářním obrazem svatého Martina na koni darujícího žebrákovi plášť. Tento obraz je nyní uložen v benáteckém muzeu. Za císaře Josefa II. v roce 1783 byl kostel odsvěcen a později roku 1827 byl prodán jako hospodářská budova a sloužil jako seník nebo ovčinec. Družstevní závody v Dražicích objekt získaly po pozemkové reformě a zásluhou ředitele Františka Hofmana provedly potřebné opravy a kostelík opětovně nechaly vysvětit v roce 1926. Při této rekonstrukci byly odkryty cenné nástěnné malby z doby vlády císaře Karla IV.
U příležitosti 1100 let od mučednické smrti kněžny Ludmily byl kostel 4. září 2021 znovu zasvěcen i svaté Ludmile.